# Отпор!
О́тпор! (серб. Отпор!, укр. Відсіч!) — непартійний громадський молодіжний рух у Сербії, що базувався на принципах ненасильницького спротиву. Відіграв вирішальну роль в поваленні режиму Слободана Мілошевича в жовтні 2000 року. На піку своєї активності Отпор! налічував понад 70 000 активістів.

## Створення
Отпор був утворений 10 жовтня 1998 року у відповідь на репресивні закони про університети та ЗМІ, введені на початку цього року, коли уряд Сербії очолював лояльний Мілошевичу Мірко Мар'янович. На початку діяльності Отпор існував лише в межах Белградського університету.

## Кампанія «Готов је»
Після бомбардувань Югославії в 1999 році військами НАТО через війну в Косово, Отпор почав політичну кампанію проти Югославського президента Слободана Мілошевича. Це призвело до загальнонаціональної хвилі поліцейських репресій проти активістів Отпору, під час яких було заарештовано близько 2000 осіб. Частина з них зазнали побоїв. Під час президентської кампанії у вересні 2000 року Отпор почав свою громадську кампанію «Готов је», яка каналізувала народне невдоволення Мілошевичем, і в підсумку призвела до його поразки. 
Студенти, які започаткували і розвивали Отпор, використовували переклад книжки Джина Шарпа як теоретичний підручник з проведення кампаній ненасильницького спротиву. На піку своєї активності Отпор налічував понад 70 000 активістів.

## Після повалення режиму
Після падіння режиму Мілошевича рух мав на меті боротися із корупцією. Стартувало декілька антикорупційних кампаній («Само вас гледамо» тощо). Однак, Отпор втратив багато активістів, адже основною ціллю руху було скинення Слободана Мілошевича. З падінням напруги в суспільстві знизився й інтерес до Отпору.

## Перетворення на партію
У 2003 році Отпор перетворився в політичну партію, яка взяла участь у тогорічних виборах в Народну Скупщину. Проте, вони набрали лише 62 116 (1,63%) голосів. Втративши популярність, Отпор увійшов до складу Демократичної партії (на чолі з Борисом Тадичем) у вересні 2004 року.

## Спадщина
Члени Отпору виступали тренерами для низки інших молодіжних громадських рухів у Східній Європі та інших країнах. Зокрема тренували членів організацій «Кмара» у Грузії, «Пора!» (чорної) в Україні, «Зубр» у Білорусі, «MJAFT!» в Албанії, «Оборона» в Росії, «KelKel» в Киргизстані, «Bolga» в Узбекистані і «Пульс свободи» в Лівані.
У 2002 році декілька колишніх членів Отпору (Іван Маровіч, Срджа Попович тощо) заснували Центр із застосування ненасильницьких дій та стратегій (CANVAS). Ця незалежна громадська організація поширювала уроки, взяті з їхньої успішної ненасильницької боротьби, під час тренінгів та семінарів для активістів демократичних рухів у всьому світі, у тому числі Єгипті, Палестині, Західній Сахарі, Західному Папуа, Еритреї, Білорусі, Азербайджані, Тонга, Бірмі і Зімбабве.
Перший тренінг в Україні було проведено для активістів Громадського комітету опору «За правду!» в 2001 році. Наступні тренінги проводилися наприкінці 2003, на початку 2004 року. Ці тренінги були ініційовані та проведені засновниками Громадянської кампанії «Пора!» (чорної).